# Stanley Stanczyk
Stanley Stanczyk, né le 10 mai 1925 à Armstrong (Wisconsin) et mort le 3 juillet 1997 à Miami, est un haltérophile américain.

## Carrière
Stanley Stanczyk a commencé sa carrière olympique en haltérophilie en 1941 sous la direction experte de Johnny Krill, ancien champion national junior de 126 livres et vainqueur de la place dans de nombreux événements nationaux. Pendant la Seconde Guerre mondiale, Stanczyk a servi dans l'armée américaine pendant trois ans. Il a remporté cinq titres mondiaux consécutifs dans trois catégories de poids différentes, six titres nationaux consécutifs, ainsi que des médailles d'or aux Jeux olympiques d'été de 1948 et aux Jeux panaméricains de 1951 . En 1946–1949, il établit sept records du monde ratifiés. Il a pris sa retraite en 1954 et a ouvert une piste de bowling à Miami combinée avec un restaurant, qu'il a dirigé pendant 27 ans avec sa femme Dorothy. Aux Jeux olympiques d'été de 1948, Il bat de façon décisive son compatriote américain Harold Sakata, qui a été acteur. Il apparaît dans plusieurs films et séries télévisés notamment dans Goldfinger en 1964, où il incarne Oddjob homme de main de Goldfinger rôle donné à Gert Fröbe. 

## Palmarès

### Jeux olympiques
- Médaille d'or aux Jeux de 1948 à Londres (Royaume-Uni)
- Médaille d'argent aux Jeux de 1952 à Helsinki (Finlande)[2]

### Championnats du monde
- Médaille d'or en 1946 à Paris (France)
- Médaille d'or en 1947 à Philadelphie (États-Unis)
- Médaille d'or en 1949 à Schéveningue (Pays-Bas)
- Médaille d'or en 1950 à Paris (France)
- Médaille d'or en 1951 à Milan (Italie)
- Médaille de bronze en  1953 à Stockholm (Suède)
- Médaille de bronze en 1954 à Vienne (Autriche)

### Jeux panaméricains
- Médaille d'or aux Jeux de 1951 à Buenos Aires